# Kovoslužba
KOVOSLUŽBA byla založena v roce 1950 v Československu jako národní podnik, který zaměstnával tisíce pracovníků a prováděl servis všech typů elektrospotřebičů, hasicích přístrojů, měřidel a mnoho dalšího. V roce 1990 byla Kovoslužba rozčleněna na jednotlivé státní podniky a akciové společnosti. Jedním z nástupců společnosti je KOVOSLUŽBA Praha, a.s.